# Santeuil (Eure-et-Loir)
Santeuil település Franciaországban, Eure-et-Loir megyében. Lakosainak száma 324 fő (2022. január 1.). Santeuil Voise és Moinville-la-Jeulin községekkel határos.

## Népesség
A település népessége az elmúlt években az alábbi módon változott:
| Lakosok száma | 204  | 205  | 244  | 264  | 300  | 314  | 320  | 320  | 320  | 324  |
|               | 1968 | 1982 | 1990 | 2006 | 2013 | 2015 | 2017 | 2019 | 2020 | 2022 |